# Lårbensnerv
Lårbensnerven (lat. nervus femoralis) är den största nerven som löper från lumbosacralplexuset. Nerven utgår från de dorsala divisionerna av lumbarnerv två, tre och fyra av ländryggsträngen. Nerven går igenom ländplexus för att ge motoriska signaler till lårets sträckmuskler (framför allt lårmuskeln, quadriceps). 
Nerven tar även emot sensorik från delar av låret, underbenet, foten, och till höftens samt knäets leder.

## Förlopp
Nerven går genom fibrerna på psoas major, ut genom muskelns lägre laterala kant, och går därefter ner mellan psoas major och iliacus, bakom iliacus muskelfascia. Därefter går den in under inguinalligamentet, in i låret och delar sig till en anterior och en posterior del.

## Funktion
Anteriora grenen innerverar:
- musculus pectineus
- ibland delar av musculus sartorius

Posteriora grenen innerverar:
- Lårmuskelns (quadriceps) fyra muskelbukar:
  - Vastus medialis
  - Vastus intermedius
  - Vastus lateralis
  - Rectus femoris